# Incantations
| Recensione | Giudizio |
| ---------- | -------- |
| AllMusic   |          |
| Metallized | voto 86  |

Incantations  è il quarto album in studio del musicista britannico Mike Oldfield, pubblicato nel 1978.

## Storia
Mike Oldfield arriva alla composizione e registrazione di Incantations due anni dopo Ommadawn, durante i quali era stato pubblicato solamente il cofanetto antologico Boxed, comprendente i tre precedenti album e una raccolta di brani inediti o usciti solamente su singolo, Collaborations, poi pubblicato anche come album a sé stante. In questo periodo Oldfield intraprese la controversa terapia denominata Exegesis, un seminario che, attraverso tecniche piuttosto restrittive, permetteva di affrontare le proprie paure e migliorare la propria personalità, attuando una sorta di "rinascita".
Incantations continua le strutture dei tre album precedenti, che avevano reso Oldfield celebre. L'opera è composta da quattro suite minimaliste, caratterizzate da linee melodiche suonate da piccoli gruppi di strumenti che si susseguono fra di loro. 
L'album fa un uso molto massiccio del circolo delle quinte, come accompagnamento a molte delle melodie, e di tempi dispari. Poiché questa struttura musicale richiede che ogni idea debba essere modulata tramite dodici tasti, prima che il successivo venga introdotto, è necessario più tempo per sviluppare ogni idea, in modo che ciascuna sezione si sviluppi più lentamente rispetto alle solite opere di Mike Oldfield.
In questo lavoro Mike Oldfield si rifà alle tradizioni musicali dei nativi americani, includendo degli estratti del poema The Song of Hiawatha di Henry Wadsworth Longfellow e della piéce teatrale Cynthia's Revels di Ben Jonson. Vi è altrettanto forte la tematica della mitologia romana, in particolare riferimenti alla dea Diana Luna.

## Testi
In Incantantions i testi assumono una maggiore importanza e una maggiore rilevanza rispetto a quelli usati nei precedenti lavori, Hergest Ridge e Ommadawn, in cui non avevano particolare peso o erano solamente una serie di frasi nonsense in irlandese, come nel secondo dei due album citati. Nonostante trattino differenti temi, i testi di Incantations sembrano essere legati da temi comuni, in particolare quello della divinità lunare.
Incantantions  si apre con un omaggio alla religione romana, nella strofa cantata dal Queens College Girls Choir nel brano Incantantions (Part One), dove il coro ripete ossessivamente "Diana, Luna, Lucina" numerose volte, chiudendo questa sorta di mantra con "Lumen", formando una invocazione alla divinità greco-romana parte della trinità Diana-Luna-Ecate, unendovi gli attributi Lucina ("dea della luce", epiteto attribuito sia a Diana che a Ecate) e Lumen ("luce" ma anche "splendore" e "lucentezza").
Nel brano Incantations (Part Two) Maddy Prior canta due estratti (Hiawatha's Departure e The Son of the Evening Star) del poema The Song of Hiawatha di Henry Wadsworth Longfellow, dedicato nel 1855 al capo Mohawk Hiawatha. Tali estratti sono però in parte alterati da Mike Oldfield, in particolare il finale del secondo, dove vengono rimosse tre strofe. The Song of Hiawatha non sembra aver nulla in comune con le altre due parti del testo, che fanno riferimento alla dea Luna, ma nella terza parte del poema, Hiawatha's Childhood, si parla della madre di Hiawatha, Nakomis, come della "figlia della Luna", e si fa riferimento alla Luna come colei che si è presa cura del capo Mohawk dopo la dipartita di quest'ultima.
Nel brano Incantantions (Part Four), infine, sempre Maddy Prior, intona un canto estratto da Cynthia's Revels, lavoro teatrale scritto alla fine del XVI secolo dal drammaturgo elisabettiano Ben Jonson, poi rappresentato tra il 1600 e il 1601 al Blackfriars Theatre. Si tratta più precisamente del brano The Hymn, dall'Atto V, Scena VI, rivolto a Cynthia, dea della Luna e della caccia. Il brano, anch'esso parzialmente alterato da Mike Oldfield, fa riferimento alla leggenda di Diana e Atteone: quest'ultimo, stanco della caccia, si rifugia casualmente in una grotta in cui Diana e le sue compagne stanno facendo il bagno; la dea, accortasi della sua presenza, adirata, lo trasforma in un cervo. Questo brano si riaggancia e chiude la tematica della mitologia romana, più precisamente della figura di Diana-Luna-Ecate, introdotta con la prima parte del lavoro di Mike Oldfield.

## Registrazione
Incantations è stato registrato tra il dicembre 1977 e il settembre 1978 nel Througham Slad Manor, la casa acquistata da Oldfield nel 1976 dopo il completamento di Ommadawn, in cui vi installa uno studio di registrazione che possa ospitare una piccola orchestra con l'intento di incidere un disco suonato da un ensamble di strumenti. Nella registrazione Oldfield ha coinvolto numerosi artisti, compresi la sorella Sally, che presta la voce, e il fratello Terry, al flauto. Altri ospiti sono: la cantante Maddy Prior degli Steeleye Span, voce principale che canta i testi di Longfellow e Jonson; i Jabula alle percussioni africane; l'ex-Gong Pierre Moerlen al vibrafono; il The Queens College Girls Choir.

## Pubblicazione
L'album è stato pubblicato nel 1978 dalla Virgin Records in doppio LP e musicassetta. L'album è stato ristampato numerose volte in varie edizioni. Nel 1985 è stato ristampato in formato CD, le cui prime edizioni riportano la traccia Incantations (Part Three) accorciata da 16:59 a 13:49 minuti, a causa della minore capacità del supporto audio standard (CD-DA, 74:33 minuti). Le ristampe più moderne, per le quali è stato utilizzato invece il supporto esteso (CD-XA, 80:00 minuti), contengono il brano in versione integrale.
La copertina è ancora una volta opera di Trevor Key. La spiaggia ritratta nella foto è Cala Pregonda, a Minorca, luogo che aveva affascinato Oldfield e in cui un suo amico aveva una casa.

## Accoglienza
L'album esce nel 1978, durante l'esplosione del fenomeno del punk e all'inizio della new wave, in cui il pubblico era orientato a un tipo di rock più semplice e immediato, a causa della sua complessità e durata, viene così denigrato dai più ed etichettato come un'opera conservatrice, ottenendo un successo nettamente inferiore rispetto agli altri lavori di Mike Oldfield. Per questo motivo per il successivo album Platinum, Mike Oldfield sceglierà di non avventurarsi più in un lunghe composizioni strumentali, limitandosi a inserire una suite sul lato A del disco e brevi brani sul lato B, formula che utilizzerà in seguito per altri lavori durante tutti gli anni ottanta.
Attualmente alcuni critici, pur considerandolo un ottimo lavoro, lo definiscono un album troppo lungo che in alcune parti finisce per stancare, mentre per altri è un disco "solenne, imponente e monumentale", "un vero viaggio all'interno delle emozioni umane e della musicalità più pura", in grado di mantenere vivo il rock progressivo, che in quegli anni era ormai un genere in forte declino.

## Altre versioni
L'intera suite Incantantions è stata eseguita dal vivo nel doppio album successivo Exposed del 1979. In questa esecuzione, la composizione viene ridotta dai 72:44 dell'album originale ai 47:21, così da coprire le due facce del primo LP, nell'edizione in vinile, del primo CD o della prima facciata della musicassetta. 
Insieme ad alcuni altri pezzi musicali di Oldfield, una versione diversa di Incantantions (Part Four) è stata utilizzata per la colonna sonora del film di Tony Palmer, The Space Movie.

## Tracce
LP 1979
1. Incantations (Part One) – 19:08 (Mike Oldfield)
2. Incantations (Part Two) – 19:36 (testo: Henry Wadsworth Longfellow – musica: Mike Oldfield)
3. Incantations (Part Three) – 16:59 (Mike Oldfield)
4. Incantations (Part Four) – 17:01 (testo: Ben Jonson – musica: Mike Oldfield)

Durata totale: 72:44
CD 1985
1. Incantations (Part One) – 19:08 (Mike Oldfield)
2. Incantations (Part Two) – 19:36 (testo: Henry Wadsworth Longfellow – musica: Mike Oldfield)
3. Incantations (Part Three) – 13:49 (Mike Oldfield)
4. Incantations (Part Four) – 17:01 (testo: Ben Jonson – musica: Mike Oldfield)

Durata totale: 69:34

## Musicisti
- David Bedford - direttore d'orchestra e del coro
- Mike Oldfield - chitarra, basso, basso acustico, arpa, bodhrán, gong, pianoforte, tastiere, sintetizzatore e organo
- Maddy Prior - voce
- Sally Oldfield - voce
- The Queens College Girls Choir - coro
- Jabula - percussioni africane
- Pierre Moerlen - batteria, vibrafono
- Sebastian Bell - flauto
- Terry Oldfield - flauto
- Mike Laird - tromba

## Strumentazione
Durante le registrazioni è stata impiegata la presente strumentazione:
- Cuffie Koss Pro 4AA
- Arpa
- Bodhrán
- Gong sinfonico Paiste
- Marimba
- Vibrafono Musser
- Chitarra Gibson L6-S Deluxe
- Chitarra Gibson Les Paul
- Basso elettrico Fender Precision Bas
- Basso acustico Zemaitis
- Amplificatore Fender Twin Reverb
- Amplificatore Vox Escort
- Pianoforte Bösendorfer
- Organo Farfisa
- Sintetizzatore ARP 2600
- Sintetizzatore Solina String Ensemble
- Sintetizzatore Roland SH-2000
- Microfono Neumann KM86
- Microfono Neumann U 87
- Cassa Westlake TM-1
- Effetto Allison Research Kepex
- Effetto EMT 250
- Effetto Urei 1176 Peak Limiter
- Registratore TEAC A3300
- Registratore Ampex MM1200
- Mixer Rebis
- Sequencer EMS Universal